# Synarsis
Synarsis is een geslacht van vliesvleugelige insecten van de familie Ceraphronidae.

## Soorten
- S. biroi Szelenyi, 1936
- S. brachyptera Szelenyi, 1936
- S. brittanica Szelenyi, 1936
- S. planifrons Kieffer, 1907
- S. pulla Foerster, 1878
- S. xanthothorax Szelenyi, 1936